# Paul Günter

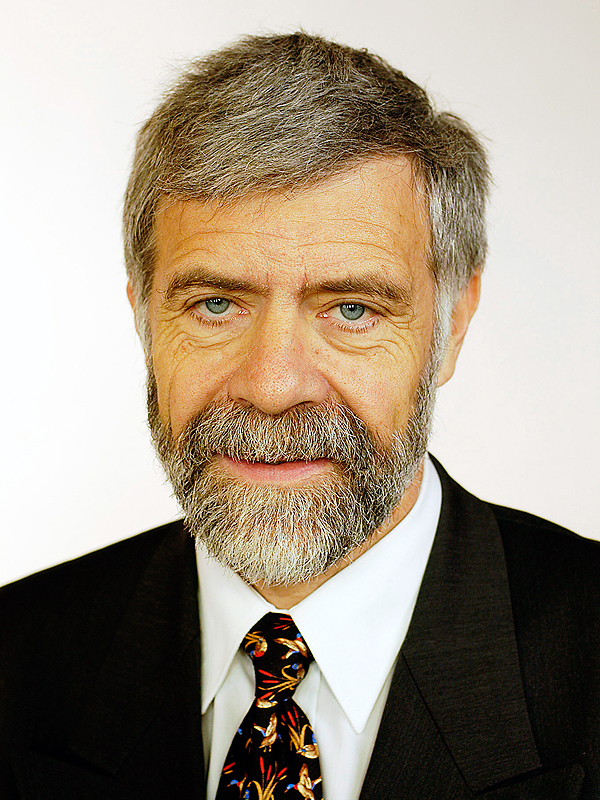
Paul Günter (undatiert)

Paul Günter (* 30. Mai 1943 in Bern; † 10. Januar 2024 ebenda; heimatberechtigt in Aarwangen) war ein Schweizer Politiker (LdU, SP).

## Leben
Nach der Matura studierte er Medizin in seinem Geburtsort an der Universität Bern und beendete es 1969 mit dem Staatsexamen. Günter war Chefarzt im Spital Interlaken.
Er war von 1972 bis 1979 LdU-Grossrat des Kantons Bern. Von 1979 bis 1991 war er Nationalrat für den LdU, nach seiner Nicht-Wiederwahl 1991 verliess er den Landesring. Von den Wahlen 1995 bis 2007 war er danach SP-Nationalrat. Günter war zudem Verwaltungsratspräsident und Präsident des Fördervereins von Radio BeO. Günter starb am 10. Januar 2024 in Bern.
Er war verheiratet und wohnte in Därligen.